# العلاقات الغابونية اليابانية
العلاقات الغابونية اليابانية هي العلاقات الثنائية التي تجمع بين الغابون واليابان.

## مقارنة بين البلدين
هذه مقارنة عامة ومرجعية للدولتين:
| وجه المقارنة                                              | الغابون                        | اليابان         |
| --------------------------------------------------------- | ------------------------------ | --------------- |
| المساحة (كم2)                                             | 267.67 ألف                     | 377.97 ألف      |
| عدد السكان (نسمة)                                         | 2.03 مليون                     | 126.79 مليون    |
| الكثافة السكانية (ن./كم²)                                 | 7.58                           | 335.45          |
| العاصمة                                                   | ليبرفيل                        | طوكيو           |
| اللغة الرسمية                                             | لغة فرنسية                     | اللغة اليابانية |
| العملة                                                    | فرنك وسط أفريقي                | ين ياباني       |
| الناتج المحلي الإجمالي (بليون دولار)                      | 14.62 مليار                    | 4.87 تريليون    |
| الناتج المحلي الإجمالي (تعادل القوة الشرائية) بليون دولار | 34.65 مليار                    | 5.18 تريليون    |
| الناتج المحلي الإجمالي الاسمي للفرد دولار أمريكي          | 8.27 ألف                       | 34.52 ألف       |
| الناتج المحلي الإجمالي للفرد دولار أمريكي                 | 19.43 ألف                      | 36.62 ألف       |
| مؤشر التنمية البشرية                                      | 0.684                          | 0.903           |
| رمز المكالمات الدولي                                      | +241                           | +81             |
| رمز الإنترنت                                              | .ga                            | .jp             |
| المنطقة الزمنية                                           | ت ع م+01:00، توقيت غرب أفريقيا | توقيت اليابان   |

## منظمات دولية مشتركة
يشترك البلدان في عضوية مجموعة من المنظمات الدولية، منها:
| علم المنظمة | اسم المنظمة                               | تاريخ انضمام الغابون | تاريخ انضمام اليابان |
| ----------- | ----------------------------------------- | -------------------- | -------------------- |
|             | يونسكو                                    | 16 نوفمبر 1960       | 2 يوليو 1951         |
|             | الفريق المعني برصد الأرض                  | ?                    | ?                    |
|             | مؤسسة التمويل الدولية                     | 20 أكتوبر 1970       | 20 يوليو 1956        |
|             | المركز الدولي لتسوية المنازعات الاستشارية | 14 أكتوبر 1966       | 16 سبتمبر 1967       |
|             | منظمة حظر الأسلحة الكيميائية              | ?                    | ?                    |
|             | مؤسسة التنمية الدولية                     | 4 نوفمبر 1963        | 27 ديسمبر 1960       |
|             | منظمة التجارة العالمية                    | ?                    | ?                    |
|             | وكالة ضمان الاستثمار متعدد الأطراف        | 26 مارس 2003         | 12 أبريل 1988        |
|             | الاتحاد البريدي العالمي                   | ?                    | ?                    |
|             | الاتحاد الدولي للاتصالات                  | 28 ديسمبر 1960       | 29 يناير 1879        |
|             | منظمة الشرطة الجنائية الدولية             | ?                    | ?                    |
|             | الأمم المتحدة                             | 20 سبتمبر 1960       | 18 ديسمبر 1956       |
|             | البنك الدولي للإنشاء والتعمير             | 10 سبتمبر 1963       | 13 أغسطس 1952        |
|             | البنك الإفريقي للتنمية                    | ?                    | ?                    |

## وصلات خارجية
- موقع وزارة الخارجية اليابانية